# Steal My Sunshine
Steal My Sunshine is een nummer van de Canadese band Len uit 1999. Het is de eerste single van hun debuutalbum You Can't Stop the Bum Rush.
Het nummer bevat een sample uit More, More, More van Andrea True. Len haalde voor "Steal My Sunshine" ook inspiratie uit Don't You Want Me van The Human League; het was immers de bedoeling van zanger Marc Costanzo om een nummer te maken dat op "Don't You Want Me" leek. In Len's thuisland Canada bereikte het nummer de 3e positie. In Nederland moest het nummer het echter met een 6e positie in de Tipparade stellen, toch werd het wel een radiohit. In Vlaanderen werden geen hitlijsten gehaald, maar ook daar werd "Steal My Sunshine" alsnog een radiohit.